# Россетто, Стефан
Стефан Россетто (фр. Stéphane Rossetto); (род. 6 апреля 1987, Мелён) — французский профессиональный шоссейный велогонщик, выступающий за команду мирового тура «Cofidis».

## Достижения
2005
2-й Чемпионат Франции — Индивидуальная гонка (юниоры)
3-й Chrono des Nations (юниоры)
2006
3-й Chrono des Nations U23
9-й Chrono Champenois
2007
6-й Chrono des Nations U23
9-й Chrono Champenois
2008
7-й Тур Жиронды — Генеральная классификация
2009
1-й  Тур Жиронды — Генеральная классификация
8-й Chrono Champenois
2011
9-й Paris–Mantes-en-Yvelines
2012
1-й  Тур Савойи — Генеральная классификация
1-й — Этап 1
1-й — Этап 4 Circuit des Ardennes
3-й Grand Prix Cristal Energie
5-й Чемпионат Франции — Индивидуальная гонка
2013
1-й — Этап 4 Тур Лимузена
2-й Tour du Gévaudan Occitanie — Генеральная классификация
5-й Тур де Эна — Генеральная классификация
9-й Grand Prix de la Somme
2014
1-й  Букль де ля Майен — Генеральная классификация
6-й Рут д’Окситания — Генеральная классификация
7-й Chrono des Nations
8-й Тур Ду
9-й Париж — Камамбер
9-й Polynormande
2015
2-й  Чемпионат Франции — Индивидуальная гонка
3-й Tour du Gévaudan Occitanie — Генеральная классификация
4-й Рут д’Окситания — Генеральная классификация
4-й Тур Йоркшира — Генеральная классификация
4-й Chrono des Nations
2016
5-й Тур Австрии — Генеральная классификация
8-й Рут д’Окситания — Генеральная классификация
10-й Circuit de la Sarthe — Генеральная классификация
10-й Chrono des Nations
2017
4-й Chrono des Nations
9-й Tour du Gévaudan Occitanie — Генеральная классификация
2018
1-й  Тур Йоркшира — Горная классификация
1-й — Этап 4
3-й Chrono des Nations
2019
2-й  Чемпионат Франции — Индивидуальная гонка
 Приз самому агрессивному гонщику на Этапе 1 Тур де Франс

## Статистика выступлений

### Гранд-туры
| Гранд-тур       | 2015 | 2016 | 2017 | 2018 | 2019 |
| --------------- | ---- | ---- | ---- | ---- | ---- |
| Джиро д’Италия  | —    | —    | —    | —    | —    |
| Тур де Франс    | —    | —    | —    | —    | 100  |
| Вуэльта Испании | НФ   | 61   | 54   | 54   | 127  |

| —  | Не участвовал  |
| НФ | Не финишировал |